# Malé Morské oko
Malé Morské oko (též Malé Vihorlatské jazero) je hrazené jezero v pohoří Vihorlatské vrchy. Má rozlohu 0,33 ha a dosahuje maximální hloubku 4 metru. Leží v nadmořské výšce 727 metrů. Vzniklo sesuvy v prostředí sopečných hornin. Nachází se v katastrálním území obce Remetské Hámre v okrese Sobrance v Košickém kraji.

## Vodní režim
Výška vodní hladiny kolísá v rozsahu 1,5 m. Přítok zajišťuje zčásti zavalený pramen. Povrchový odtok nemá.

## Ochrana přírody
Od roku 1992 bylo spolu s okolím přírodní památkou o rozloze 2,06 ha s výskytem raka říčního. Území bylo vyhlášeno v roce 1993 s rozlohou 2,0623 hektaru. Přírodní památka byla 15. září 2020 zrušena a její území se stalo součástí přírodní rezervace Vihorlatský prales.

## Fotogalerie

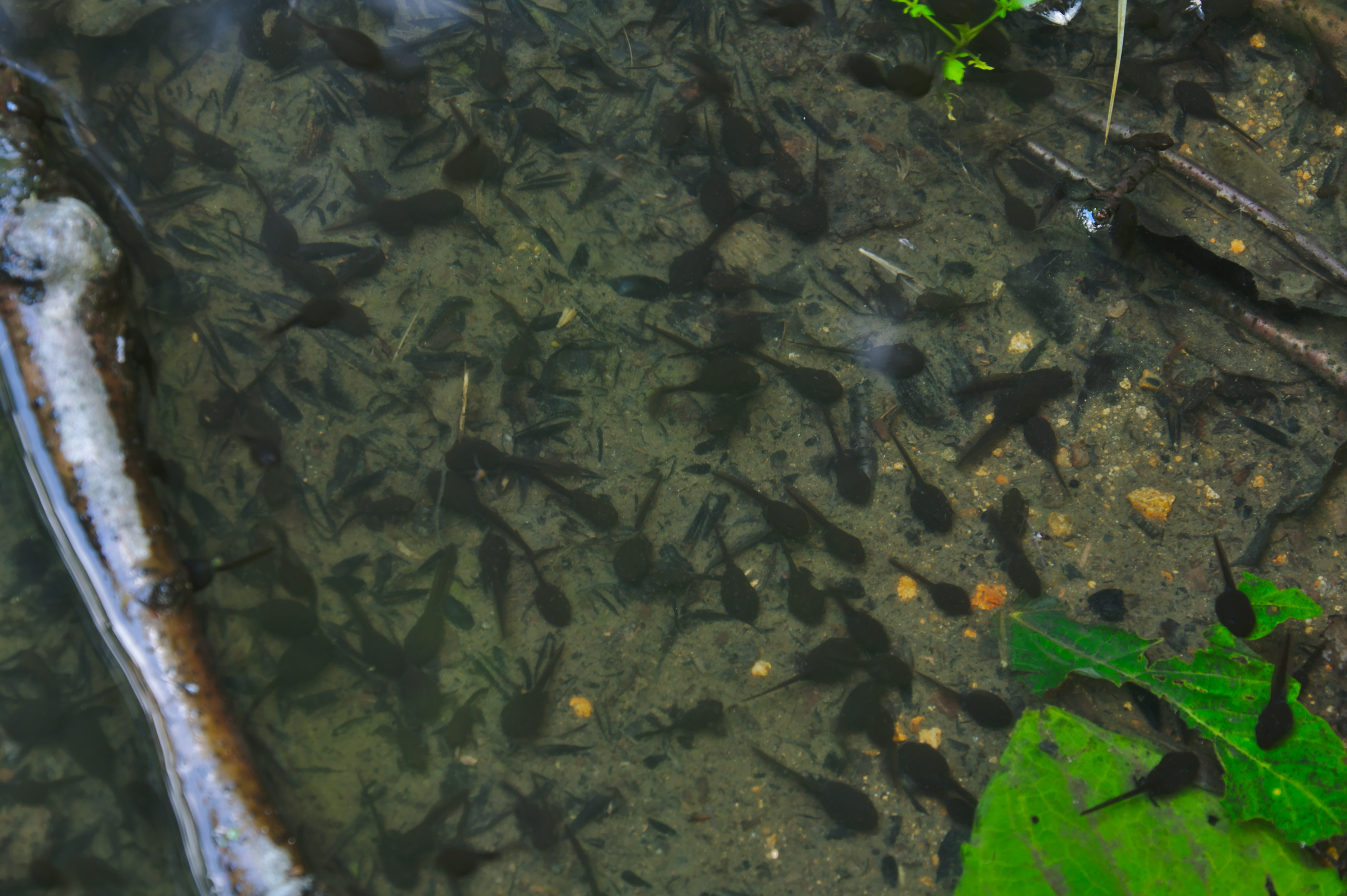
Pulci v jezeře
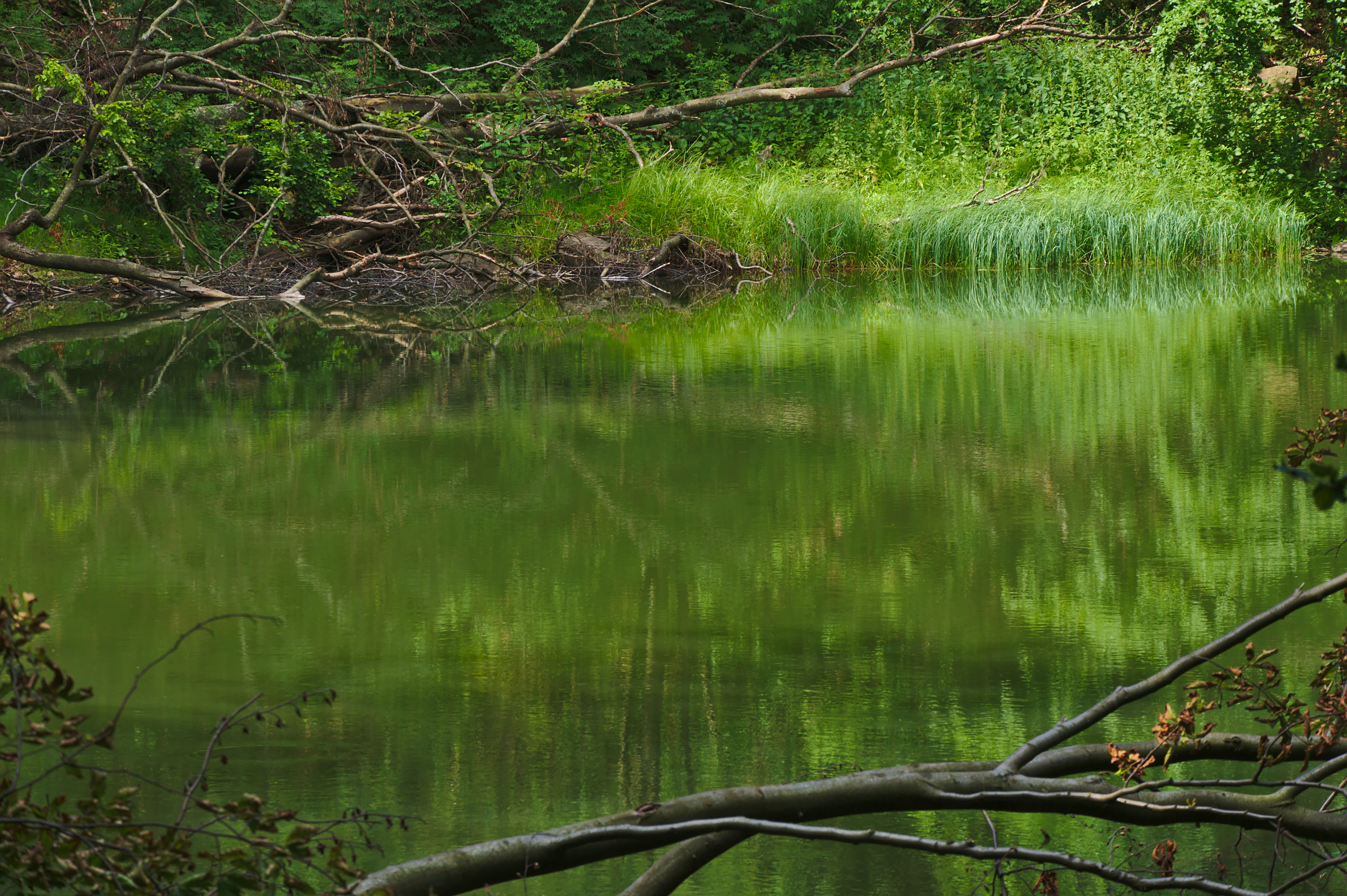
Břeh se spadanými stromy
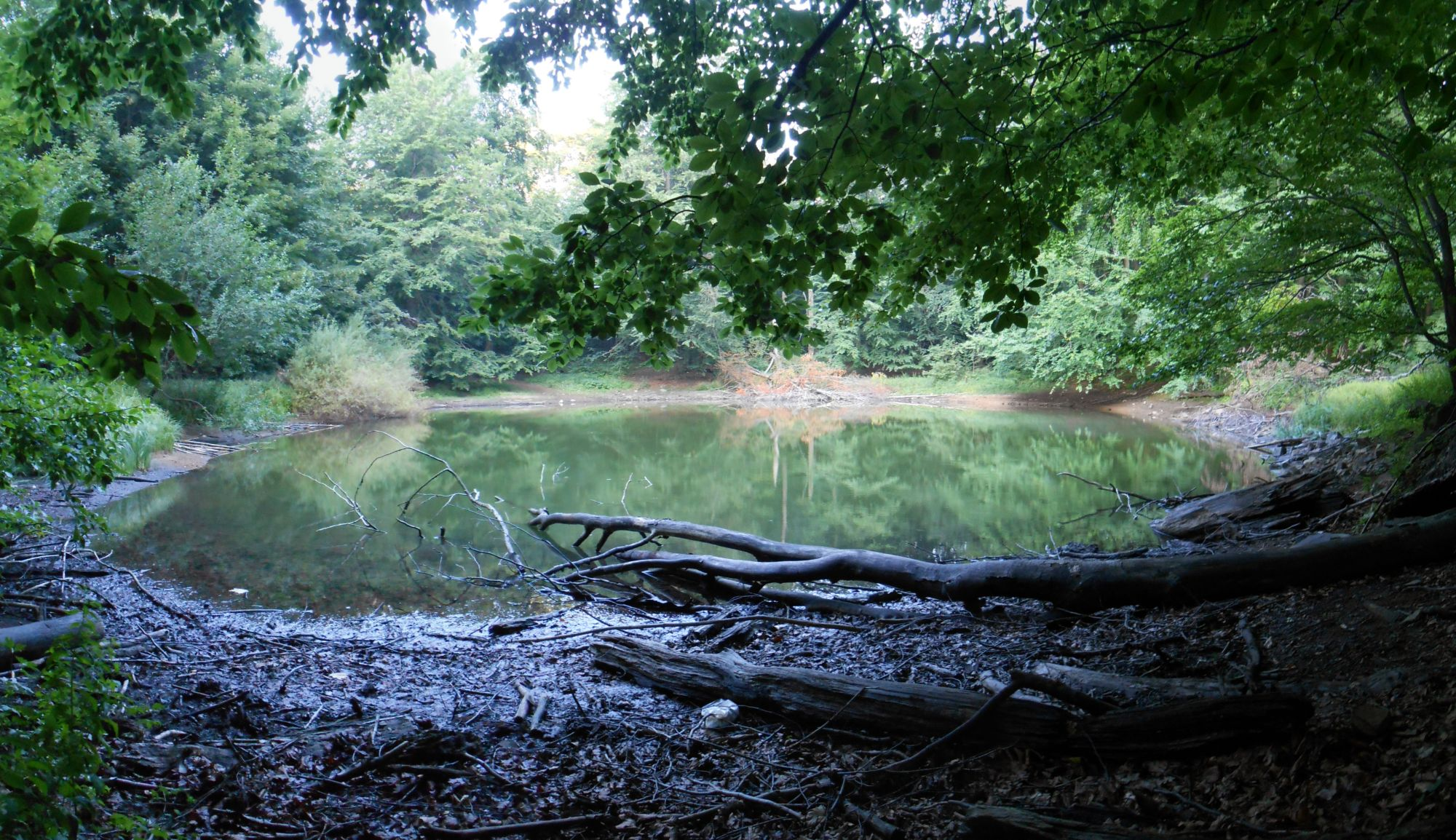
Jezero za nízkého stavu vody